# Renanthera chanii
Renanthera chanii là một loài thực vật có hoa trong họ Lan. Loài này được J.J.Wood & R.Rice mô tả khoa học đầu tiên năm 2003.